# Walter Zimmer
Walter Zimmer González (Nueva Helvecia, 28 de maig de 1945) és un metge i polític uruguaià. Actualment és Intendent del departament de Colonia representant al Partit Nacional.

## Biografia
Walter Zimmer va néixer a Nueva Helvecia, Colonia, el 28 de maig de 1945. Els seus pares eren Octavio Zimmer (comerciant rural) i María Rosa González.
Va realitzar els seus estudis secundaris al Liceu "Daniel Armand Ugón" de Colonia Valdense. El 1962 va ingressar a la Universitat de la República, amb interès per la cirurgia.
Va començar a participar d'activitats polítiques al Partit Nacional. A finals de la dècada del 60, com a resultat de la crisi de la dirigència nacionalista d'aquell moment, va participar en la naixent esquerra uruguaiana. Després es va allunyar, ja que tenia discrepàncies amb el que va considerar era una dirigència verticalista i va tornar al nacionalisme. Es va doctorar en medicina el 1974 i va començar a exercir a l'Hospital Pasteur de Montevideo.
El maig de 1979 va finalitzar la seva especialització en cirurgia. Va tenir diversos càrrecs dins de la medicina i va arribar a ser president de l'Associació Mèdica de Colonia. Pertany al Comitè Científic de la Societat de Cirurgia.
Zimmer va obtenir el suport de 8.000 votants, aconseguint quatre llocs a la Junta Departamental de Colonia i assumint la titularitat de la Secretaria d'Acció Social de la Intendència, càrrec que va ocupar fins a l'any 2005. Durant les eleccions municipals del 2005, Zimmer va encapçalar la “Llista 19” i amb més de 25.000 vots va resultar elegit Intendent de Colonia.
Durant les eleccions d'octubre del 2009 va donar suport a Ricardo Planchón Geymonat. Planeja una futura reelecció.

## Vida privada
Està casat amb la pediatra i neonatòloga Myrna Vergara, mare de les seves filles Karen, Erika i Kirsten.